# Папцов, Андрей Геннадьевич
Андре́й Генна́дьевич Папцо́в (род. 27 марта 1958, Москва) — российский учёный-экономист, специалист в области экономики, управления и организации сельского хозяйства и сельского развития. Директор Федерального научного центра аграрной экономики и социального развития сельских территорий — Всероссийский НИИ экономики сельского хозяйства. Доктор экономических наук (1998), профессор (2003), академик РАН (2016), заслуженный работник сельского хозяйства Российской Федерации (2022). Член президиума Российской академии наук (с 2017).

## Биография
В 1980 году окончил Московскую сельскохозяйственную академию им. К. А. Тимирязева (ТСХА). С 1980 по 1983 год — сотрудник Всесоюзного НИИ экономики сельского хозяйства (ВНИИЭСХ).
В 1984—1987 годах — аспирант кафедры мирового сельского хозяйства ТСХА. В 1987 году защитил кандидатскую диссертацию «Основные тенденции в экономике производства сахарной свеклы в странах Европейского Экономического Сообщества».
С 1987 по 2002 год — научный сотрудник, старший научный сотрудник, заведующий отделом, заместитель директора Всесоюзного (затем Всероссийского) НИИ информации и технико-экономических исследований по инженерно-техническому обеспечению АПК. В 1998 году защитил докторскую диссертацию «Государственное регулирование сельского хозяйства : Современные тенденции и перспективы».
С 2002 по 2016 год — заместитель директора, с 2016 — директор Всероссийского НИИ экономики сельского хозяйства.
С сентября 2017 года — член президиума Российской академии наук и бюро Отделения сельскохозяйственных наук Российской академии наук.
С апреля 2018 года — директор Федерального научного центра аграрной экономики и социального развития сельских территорий (ФГБНУ ФНЦ ВНИИЭСХ).
Является главным редактором журнала «Экономика, труд и управление в сельском хозяйстве». Входит в состав редакции журналов «Экономика сельскохозяйственных и перерабатывающих предприятий». «АПК: экономика, управление», «Продовольственная политика и безопасность» и ряда других научных и научно-популярных изданий.

## Научная деятельность
А. Г. Папцов является ведущим специалистом-исследователем проблем экономики и государственного регулирования агросферы, мирового сельского хозяйства, продовольственной безопасности, внешнеэкономической деятельности, функционирования продовольственных рынков в России и зарубежных стран в условиях глобализации.
Ученик академика В. И. Назаренко. Их совместные труды по экономике мирового агропродовольственного комплекса заслужили признание научной общественности: так книга «Государственное регулирование сельского хозяйства в странах с развитой рыночной экономикой» неоднократно переиздавалась.
Автор более 400 научных публикаций.
Под его руководством защищены 1 докторская и 16 кандидатских диссертаций.

## Основные публикации
Экспорт продукции АПК России: тенденции и развитие. Монография. - М.: Общество с ограниченной     ответственностью «Сам Полиграфист», 2020. – 256 с.
Стратегические направления развития рынка органической продукции России. Монография – М.: Издательство: Всероссийский научно-исследовательский институт рыбного хозяйства и океанографии (ВНИРО), 2020. – 188 с.
Развитие и повышение конкурентоспособности сельского хозяйства России в условиях интеграции в ЕАЭС. Монография. – М.: Издательство: Росинформагротех, 2018. – 348 с.
Сельское хозяйство и аграрная политика стран БРИКС Монография. –  М.: ФГБНУ ВНИИЭСХ, 2017. – 271 с.
Государственное регулирование экономики за рубежом: аграрный аспект Монография. - М.: МИД, 2006. – 350 с.
Экономические теории современности (аграрный аспект). Монография. - М.: Прометей, 2005. – 120 с.
Россия и мировое сельское хозяйство. Монография. -  М.: ВНИИТЭИагропром, 2000. – 350 с.
Государственное регулирование сельского хозяйства (современные тенденции в отечественной и зарубежной практике) Монография. - М.: «Принт-экспресс», 1998. – 148 с.
Государственные субсидии в агропромышленном производстве // Доклад о наиболее важных отечественных и зарубежных достижениях в области науки, техники и производства в АПК за 1993 г., 1994
Некоторые вопросы экономики производства сахарной свеклы в странах ЕЭС // Сельскохозяйственная наука и производство. Сер. 1, 1987, № 5. – С. 1-11